# Chōkūkan Night: Pro Yakyū King
 (mars 2020).
Si vous disposez d'ouvrages ou d'articles de référence ou si vous connaissez des sites web de qualité traitant du thème abordé ici, merci de compléter l'article en donnant les références utiles à sa vérifiabilité et en les liant à la section « Notes et références ».
Chōkūkan Night: Pro Yakyū King (超空間ナイター プロ野球キング, Chōkūkan Naitā Puro Yakyū Kingu) est un jeu vidéo de baseball sorti en 1996 sur Nintendo 64. Le jeu a été développé par Genki et édité par Imagineer.
Le jeu est sorti uniquement au Japon et a eu une suite, Chōkūkan Night: Pro Yakyū King 2.